# Ganoderma carnosum
Ganoderma carnosum är en svampart som beskrevs av Pat. 1889. Ganoderma carnosum ingår i släktet Ganoderma och familjen Ganodermataceae.   Inga underarter finns listade i Catalogue of Life.

## Källor

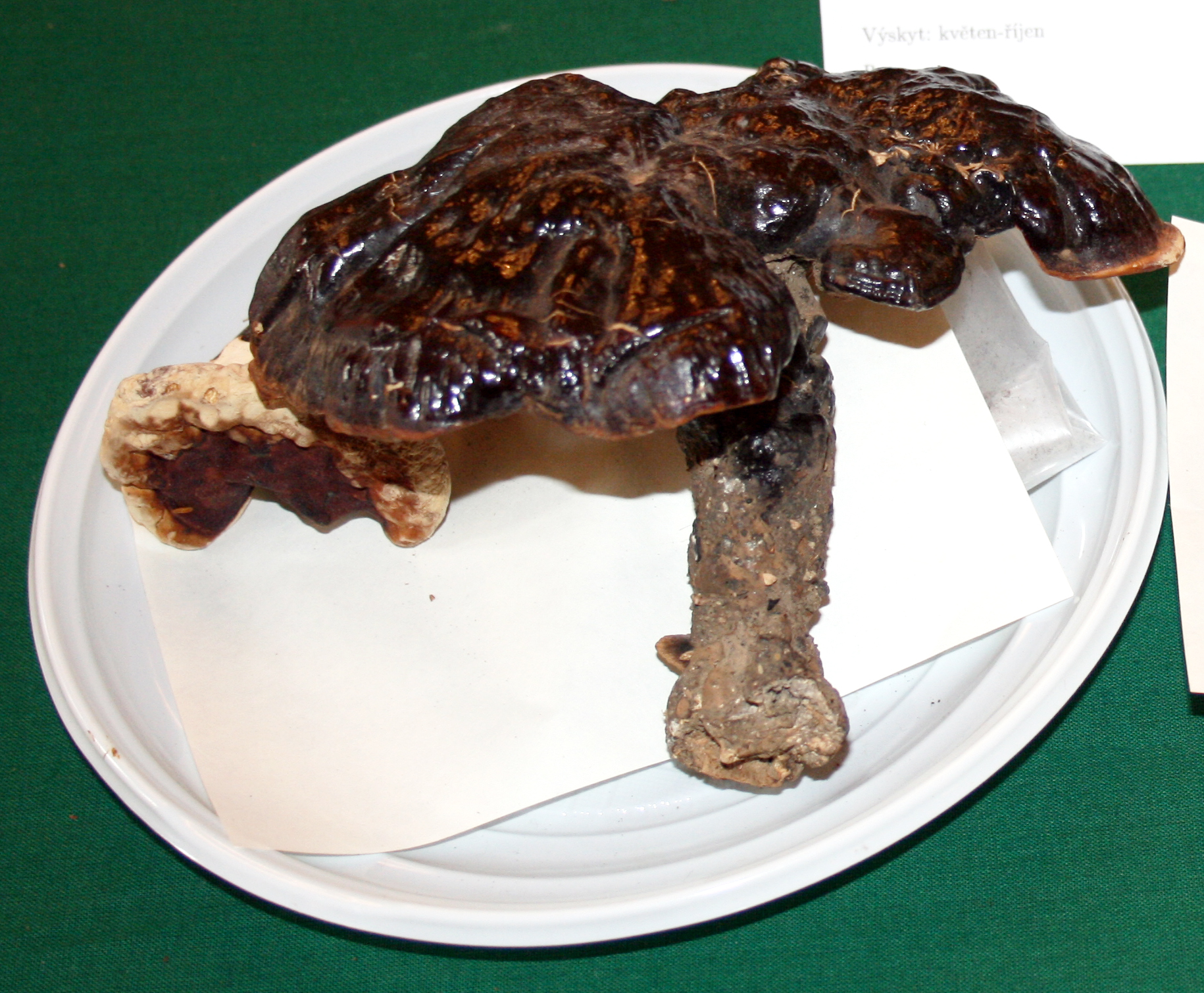